# Bic Cristal

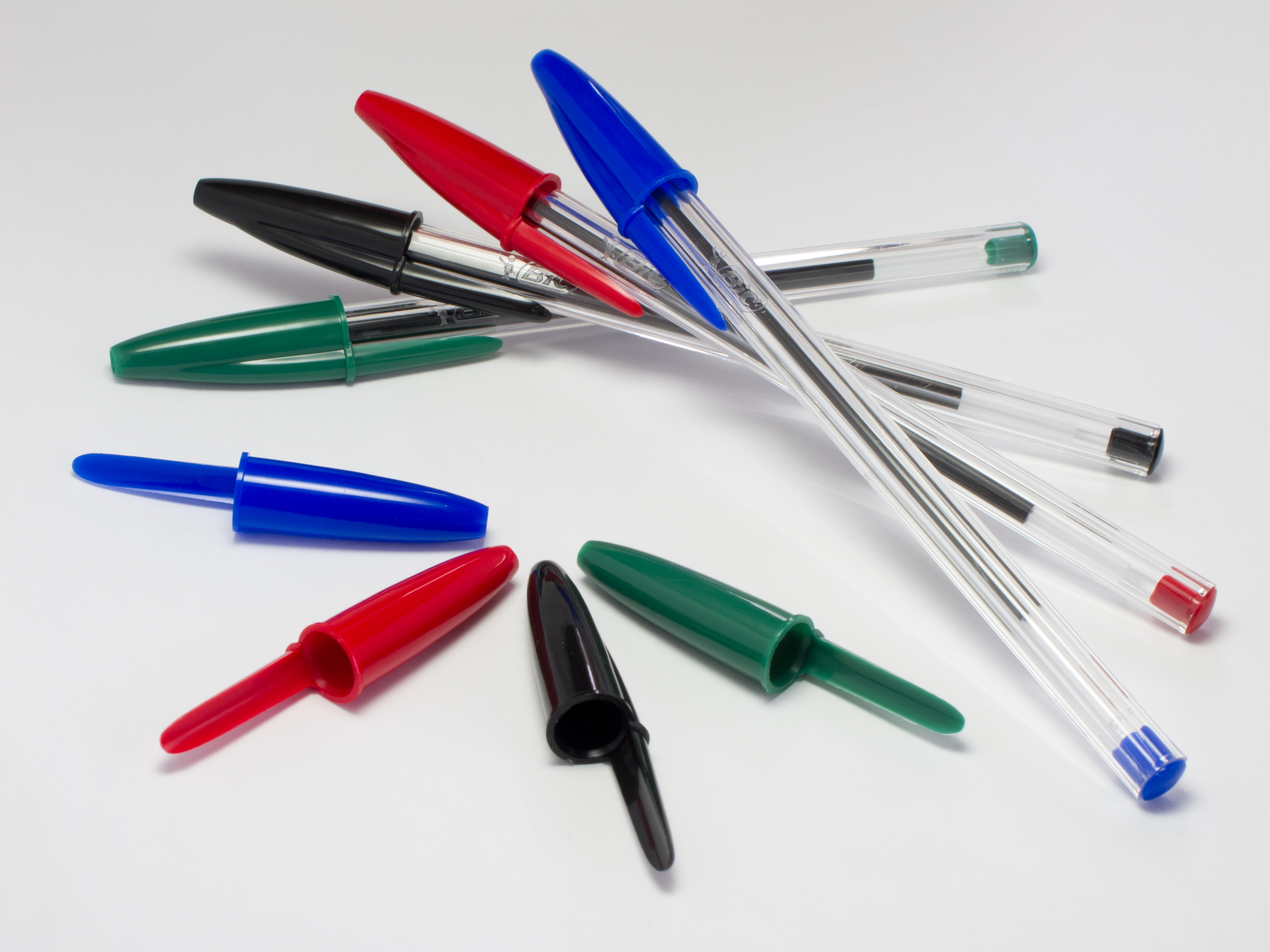
Cuatro bolígrafos Bic Cristal y cuatro capuchones, de colores azul, rojo, negro y verde.

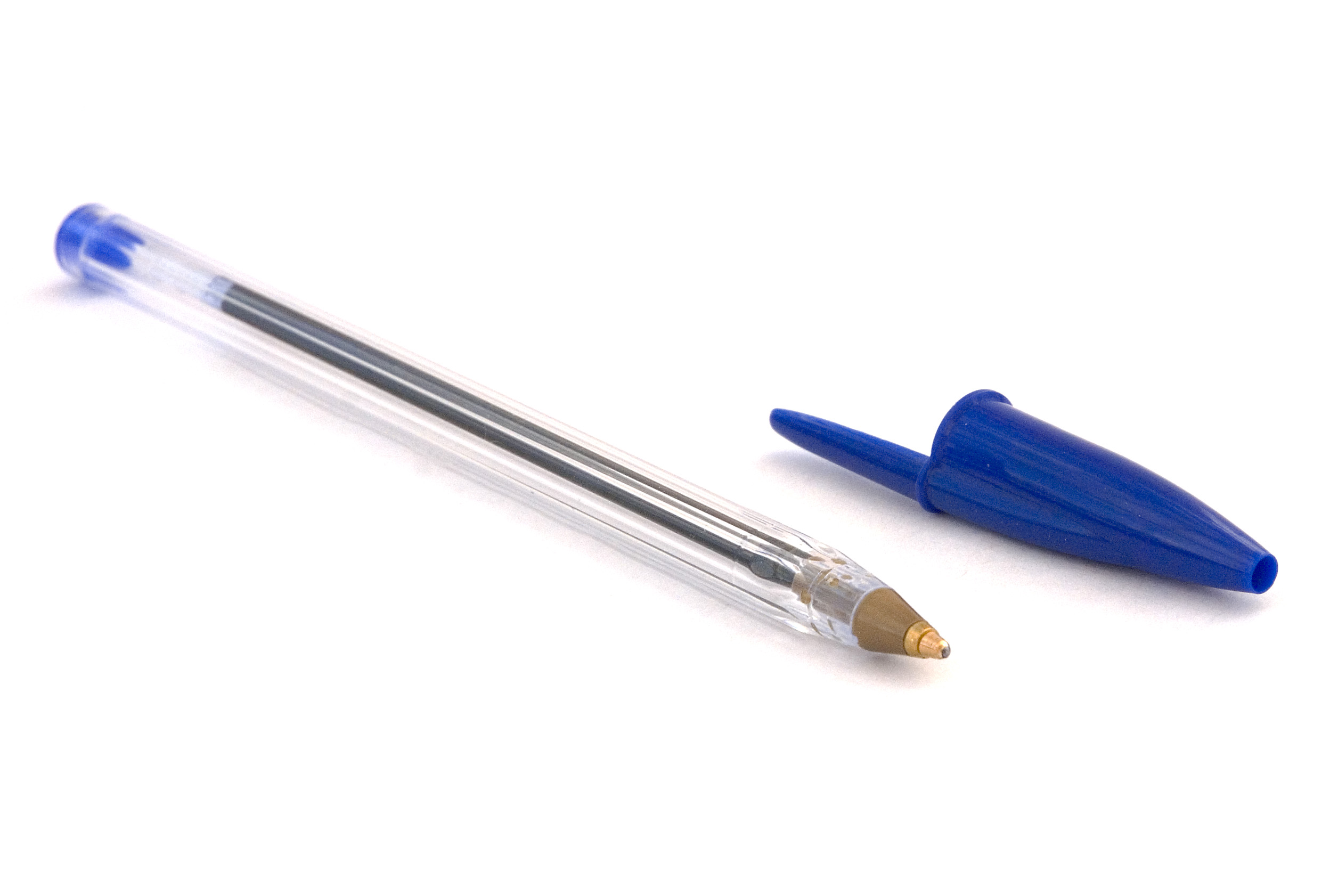
Un Bic Cristal de color azul.

El Bic Cristal (también conocido como bolígrafo Bic) es un bolígrafo económico y desechable producido a gran escala y vendido por la compañía francesa Société Bic con sede en Clichy. Es el bolígrafo más vendido del mundo y su diseño es considerado uno de los mejores de la historia. 

## Historia
El 25 de octubre de 1945, tras la Segunda Guerra Mundial, Marcel Bich y Edouard Buffard fundaron la Société PPA (el acrónimo francés de: Porte-plume, Porte-mines et Accessoires) en Clichy, un suburbio al norte de París. Durante la guerra, Bich había visto un bolígrafo fabricado en Argentina por László Bíró y entre 1949 y 1950 se creó el Bic Cristal por el equipo de diseñadores Décolletage Plastique en la Société PPA (posteriormente Société Bic). Bich invirtió en tecnología suiza capaz de cortar y dar forma a piezas de metal de una centésima de milímetro, obteniendo una esfera, en acero inoxidable, de un milímetro que permitía a la tinta fluir  libremente a través de ella. Tras varias pruebas Bich encontró un grosor de tinta que nunca goteaba ni se obstruía y bajo licencia de Bíró lanzó en 1950 el Cristal.
Bich realizó una gran inversión en publicidad, contratando al diseñador de pósteres Raymond Savignac. En 1953 el ejecutivo de publicidad Pierre Guichenné convenció a Bich para acortar su apellido a Bic y adoptarlo como una marca comercial para el bolígrafo, fácil de recordar y adaptable mundialmente, con lo que se colocó como una de las marcas de moda de la posguerra. Conocido en Francia como el «bolígrafo atómico», la esfera de acero del Bic Cristal y su diseño ergonómico fueron claves para reemplazar el mercado de plumas estilográficas por los bolígrafos durante las décadas de 1950 y 1960.
En 1959 Bic llevó su bolígrafo al mercado norteamericano, que estaba muy fragmentado al no haber ningún producto asequible en las vías de distribución habituales. Aunque al principio se vendía a un precio más alto de lo normal, poco después comenzó a venderse a 19 centavos de dólar bajo el lema «Escribe todo el tiempo, como nunca lo habías hecho».
En 1965 el ministro francés de Educación, Maurice Herzog, autorizó el uso de estos bolígrafos en las aulas de todo el país.
El Bic Cristal es el bolígrafo más vendido en todo el mundo, y en 2004 se alcanzó la cifra de cien mil millones de bolígrafos vendidos.

## Diseño
El diseño industrial del Bic Cristal es, actualmente, parte de la colección permanente del Museo de Arte Moderno de Nueva York. Su forma hexagonal se inspiró en la de los lápices de madera, con lo que se consigue un empleo mínimo de plástico en su fabricación. Sumado a sus tres puntos de agarre, el bolígrafo transmite una gran estabilidad en la escritura. El cañón de poliestireno del bolígrafo muestra el nivel de tinta. Un pequeño agujero en la barra exterior mantiene la misma presión de aire tanto dentro como fuera del bolígrafo. La tinta es empujada hacia abajo por la gravedad, para surtir a la bola situada en el interior de una punta de plata de níquel. En 1961 la bola de acero inoxidable fue reemplazada por una más resistente de carburo de tungsteno que está vitrificada por calor. Desde 1991 se añadió al icónico tapón de polipropileno un agujero con el objetivo de que una persona no se ahogue si por descuido lo traga.